# Penafiel
Penafiel (pɨnɐfi'ɛɫ) è un comune portoghese di 9 343 abitanti situato nel distretto di Porto.

## Società

### Evoluzione demografica
| Popolazione di Penafiel (1801 – 2011) | Popolazione di Penafiel (1801 – 2011) | Popolazione di Penafiel (1801 – 2011) | Popolazione di Penafiel (1801 – 2011) | Popolazione di Penafiel (1801 – 2011) | Popolazione di Penafiel (1801 – 2011) | Popolazione di Penafiel (1801 – 2011) | Popolazione di Penafiel (1801 – 2011) | Popolazione di Penafiel (1801 – 2011) |
| ------------------------------------- | ------------------------------------- | ------------------------------------- | ------------------------------------- | ------------------------------------- | ------------------------------------- | ------------------------------------- | ------------------------------------- | ------------------------------------- |
| 1801                                  | 1849                                  | 1900                                  | 1930                                  | 1960                                  | 1981                                  | 1991                                  | 2001                                  | 2011                                  |
| 18 576                                | 26 944                                | 31 799                                | 37 496                                | 49 924                                | 64 267                                | 68 444                                | 71 800                                | 72 265                                |

## Monumenti
- Chiesa della Misericordia, antica cattedrale di Penafiel, risalente al 1631.

## Suddivisioni amministrative
Dal 2013 il concelho (o município, nel senso di circoscrizione territoriale-amministrativa) di Penafiel è suddiviso in 28 freguesias principali (letteralmente, parrocchie). Con la riorganizzazione amministrativa del 2012/2013, Santiago de Subarrifana e Santa Marta sono state soppresse dalla funzione di freguesia e il loro territorio è stato integrato nella freguesia di Penafiel.

### Freguesias
1. Penafiel: Penafiel, Milhundos, Marecos, Novelas
2. Guilhufe: Guilhufe, Urrô
3. Vila Cova: Luzim, Vila Cova
4. Lagares: Lagares, Figueira
5. Pinheiro: Pinheiro, Portela, São Miguel Paredes
6. Abragão
7. Boelhe
8. Bustelo
9. Cabeça Santa
10. Canelas
11. Capela
12. Castelões
13. Croca
14. Duas Igrejas
15. Eja
16. Fonte Arcada
17. Galegos
18. Irivo
19. Oldrões
20. Paço de Sousa
21. Perozelo
22. Rans
23. Recezinhos (São Mamede)
24. Recezinhos (São Martinho)
25. Rio de Moinhos
26. Rio Mau
27. Sebolido
28. Valpedre